# Ольмедо (футбольний клуб)
«Ольме́до» (ісп. Centro Deportivo Olmedo) — еквадорський футбольний клуб з міста Ріобамба.

## Історія
Рішення щодо створення клубу було ухвалено 1916 року, але офіційне утворення відбулось 11 листопада 1919. Клуб було названо на честь еквадорця іспанського походження, поета й політика, борця за незалежність Хосе Хоакіна де Ольмедо.
Ольмедо став першим клубом, що зміг перервати гегемонію в чемпіонаті клубів з двох найбільших міст — Кіто та Ґуаякіля. Лише ще одній команді у подальшому вдалось повторити такий результат 2004 року — «Депортиво» з Куенки, причому «Депортиво Куенка» у фіналі того сезону обіграло саме «Ольмедо».
Ольмедо чотири рази брав участь у розіграшах Кубку Лібертадорес. Найкращий результат — вихід до 1/8 фіналу 2002 року.

## Статистика
- У Серії A 20 сезонів: 1971, 1972, 1995–2002, 2004–2012, 2014
- У Серії B 10 сезонів: 1971[1], 1972, 1974–1976, 1978, 1994, 2003, 2013, з 2015
- У «Другій категорії» (третій дивізіон) 15 сезонів: 1970, 1973, 1977, 1982–1993
- У Кубку Лібертадорес: 2001, 2002, 2005 та 2008
- Учасник Південноамериканського кубку — 1 раз (2007)

## Титули й досягнення
- Чемпіон Еквадору (1): 2000
- Віце-чемпіон Еквадору (1): 2004
- Чемпіон Еквадору у Серії B (3): 1994, 2003, 2013
- Чемпіон Еквадору у Другій категорії (1): 1993

## Відомі гравці
- Еддер Вака (з 2013)
- Енріке Вера (2005)
- Педро Хоакін Гальван (2007)
- Хосе Луїс Перласа (2000–2009)
- Франклін Салас (з 2013)
- Едуардо Уртадо (2005–2006)
- Анхель Чеме (2007–2008, з 2014)